# Dez dei desideri
Dez dei desideri (Wishfart) è una serie televisiva animata canadese del 2017, creata da John Hazlett, Lienne Sawatzky e Daniel Williams
La serie è stata trasmessa nel Regno Unito da settembre 2017 su CITV. In Italia la serie è stata trasmessa da K2 dal 6 novembre 2017.

## Personaggi e doppiatori

### Personaggi principali
- Dez, voce originale di Mac Heywood, italiana di Manuel Meli.
- Puffin, voce originale di Sergio Di Zio, italiana di Alessandro Quarta.
- Akiko, voce originale di Stephany Seki, italiana di Gaia Bolognesi.

### Personaggi ricorrenti
- Tsuni, voce originale di Jordan Todosey, italiana di Eva Padoan.
- Gatto testa di fuoco (in originale: Fireball Cat), voce originale di Martin Roach, italiana di Stefano Mondini.
- Re degli inferi (in originale: The King of the Underworld), voce originale di Brian Drummond, italiana di Mario Bombardieri.
- Phil, voce originale di Blair Williams.
- Nettuno (in originale: Neptune), voce originale di Christian Potenza, italiana di Marco Vivio.
- Howie, voce originale di Doug Hadders, italiana di Riccardo Scarafoni.
- Samuel, voce originale di Doug Hadders.
- Clooney, voce originale di Craig Warnock.
- Emer, voce originale di Kathy Laskey.
- Finnuala, voce originale di Samantha Weinstein, italiana di Elena Perino.